# Vicente Reyes (futbolista)
Vicente Phillip Reyes Nuñez (Charleston, Carolina del Sur, Estados Unidos, 19 de noviembre de 2003) es un futbolista chileno nacido en Estados Unidos. Juega de portero en el de la EFL Championship.

## Trayectoria
Reyes entró a las inferiores del Atlanta United en 2016. Debutó con el equipo reserva del club, el Atlanta United 2, en la USL el 3 de septiembre de 2020 contra el Philadelphia Union II. Jugó todo el encuentro como titular y su equipo ganó 2-1.
El 26 de junio de 2023 es anunciado como nuevo jugador del Norwich City de la English Football League Championship.

## Selección nacional

### Selecciones menores
Reyes jugó para la selección de Chile sub-17 el 7 de octubre de 2018 contra Estados Unidos sub-17. Formó parte del equipo que disputó el Sudamericano sub-17 de 2019 en Perú. También defendió a la sub-20 chilena en el Sudamericano de 2023.
En 2024, fue el arquero titular de la sub-23 chilena en el preolímpico disputado en Venezuela.

### Selección adulta
En mayo de 2024, fue incluido en la prenómina de 55 jugadores de la selección adulta con vistas a la Copa América 2024 por el entrenador Ricardo Gareca.

### Participaciones en Copas del Mundo
| Mundial                     | Sede   | Resultado        | Partidos | Goles |
| --------------------------- | ------ | ---------------- | -------- | ----- |
| Copa Mundial Sub-17 de 2019 | Brasil | Octavos de final | 0        | 0     |

### Participaciones en Sudamericanos
| Torneo                      | Sede     | Resultado      | Partidos | Goles |
| --------------------------- | -------- | -------------- | -------- | ----- |
| Sudamericano Sub-17 de 2019 | Perú     | Subcampeón     | 0        | 0     |
| Sudamericano Sub-20 de 2023 | Colombia | Fase de grupos | 4        | 0     |

## Estadísticas

### Clubes
| Club                            | Div.          | Temporada     | Liga  | Liga  | Copas nacionales | Copas nacionales | Torneos internacionales | Torneos internacionales | Total | Total |
| Club                            | Div.          | Temporada     | Part. | Goles | Part.            | Goles            | Part.                   | Goles                   | Part. | Goles |
| ------------------------------- | ------------- | ------------- | ----- | ----- | ---------------- | ---------------- | ----------------------- | ----------------------- | ----- | ----- |
| Atlanta United 2 Estados Unidos | 2.ª           | 2020          | 3     | -6    | —                | —                | —                       | —                       | 3     | -6    |
| Atlanta United 2 Estados Unidos | 2.ª           | 2021          | 3     | -6    | —                | —                | —                       | —                       | 3     | -6    |
| Atlanta United 2 Estados Unidos | 2.ª           | 2022          | 16    | -39   | —                | —                | —                       | —                       | 16    | -39   |
| Atlanta United 2 Estados Unidos | 2.ª           | 2023          | 9     | -8    | —                | —                | —                       | —                       | 9     | -8    |
| Atlanta United 2 Estados Unidos | Total club    | Total club    | 31    | -59   | 0                | 0                | 0                       | 0                       | 31    | -59   |
| Norwich City Inglaterra         | 2.ª           | 2023-24       | 0     | 0     | —                | —                | —                       | —                       | 0     | 0     |
| Norwich City Inglaterra         | Total club    | Total club    | 0     | 0     | 0                | 0                | 0                       | 0                       | 0     | 0     |
| Total carrera                   | Total carrera | Total carrera | 31    | -59   | 0                | 0                | 0                       | 0                       | 31    | -59   |
| 1.                              |               |               |       |       |                  |                  |                         |                         |       |       |